# 原親幹
原 親幹（はら ちかみき、？－天正17年（1589年）？）は、戦国時代から安土桃山時代にかけての武将。千葉氏の家臣。原氏庶流出身で原胤家（若狭守）が父であると推定されている。下総国森山城（現在の千葉県香取市（旧小見川町））城主。官途名は大炊介、後に若狭守。
千葉親胤から一字を受けて「親幹」と名乗るが、後に父の若狭守や同族の原胤長とともにその暗殺に加担したと言われている。その後、森山城主だった海上富胤（千葉胤富）が千葉氏の家督を継承したために代わりに親幹に森山城が与えられたという。以後、胤富・邦胤の2代にわたって忠節を尽くしたために両者からの信頼を得て、原氏宗家の原胤貞、一門の原胤長と共に権勢を競った。また、天正10年（1582年）には国分胤憲の反乱を鎮圧するなど、下総東部において勢力を築いた。
ところが天正13年（1585年）に邦胤が不慮の死を遂げると、原氏宗家の原胤栄が3歳の嫡男千葉重胤に代わって北条氏から新当主を迎え、重胤を小田原城への人質にしようとする。だが、親幹は激怒して森山城に帰って息子邦房とともに挙兵の準備を進めた。これに対して原胤栄、原胤長・原邦長親子らは小田原城の北条氏直に親幹討伐の要請を行い、氏直も11月には自ら下総に出兵して本佐倉城を占拠した。この事態を憂慮した氏直の父・北条氏政、千葉氏重臣海保氏の奔走によって、最終的に親幹は降伏・出家している。ただし、その後に千葉氏に入嗣した千葉直重のもとで息子・邦房が実権を握っているために、氏政と親幹の間に何らかの政治的取引があった可能性はある。
その後、親幹は森山城に滞在して本佐倉と森山を往復する邦房に代わって同城を守備している。この頃、眼病を患っていたらしく、北条氏政から豊臣氏の侵攻に備えて森山城の警備の強化の指示とともに親幹の病状を見舞う書状が出されている。こうした軍事的緊張の中での親幹（若狭入道）の活動は、天正17年（1589年）までは活発であるが、この年を最後に姿を消している。翌年の豊臣秀吉による小田原征伐に際して、森山城を東氏一族が守り、原邦房は本佐倉城で徳川軍に降伏したことが確認できるものの、邦房と一緒に活動していたはずの親幹の動向は不明である。このため、この時には既に病没していた可能性が高いと考えられている。